# Alfred Louis Delattre
Pour les articles homonymes, voir Delattre.
Alfred Louis Delattre M.Afr., né le 26 juin 1850 à Déville-lès-Rouen et mort le 12 janvier 1932 à Carthage, est un ecclésiastique et archéologue français.

## Biographie
Alfred Louis Delattre grandit dans une famille de commerçants de la classe moyenne. Il est nommé jeune missionnaire par le cardinal Charles Lavigerie.
Membre des Missionnaires d'Afrique, il est envoyé comme missionnaire en Algérie puis devient aumônier de l'église Saint-Louis de Carthage et conservateur du musée archéologique d'Alger.
Installé sur la colline de Byrsa à Carthage, il passe plus de cinquante années de sa vie à l'exploration du site archéologique de Carthage, particulièrement des nécropoles et des basiliques paléo-chrétiennes.
Son projet majeur est la création en 1875 du musée Saint-Louis (on y expose d'aboprd des objets antiques découverts autour de la chapelle Saint-Louis de Carthage), devenu musée Lavigerie en 1939 puis musée national de Carthage en 1964.

## Décorations
- Officier de la Légion d'honneur (9 août 1923)
- Officier d'académie (1881)
- Officier de l'Instruction publique
- Commandeur de l'ordre du Nichan Iftikhar

## Publications
- Carthage et la Tunisie au point de vue archéologique (1883)
- Inscriptions de Carthage (1884-85)
- Souvenirs de la croisade de Saint Louis trouvés à Carthage (1888)
- Les Tombeaux puniques de Carthage (1890)
- Souvenirs de l'ancienne église d'Afrique (1893)
- Musée Lavigerie de Saint-Louis de Carthage (trois volumes, 1899-1900)

Pour ses articles parus dans des périodiques, voir Étude sur les diverses publications du Révérend Père Delattre publiée par le marquis d'Anselme de Puisaye en 1895.